# Néos Panteleímon
Néos Panteleímon, en grec moderne : Νέος Παντελεήμων, est un village du dème de Díon-Ólympos, de Macédoine-Centrale en Grèce.
Selon le recensement de 2011, la population du village s'élève à 810 habitants.